# Vex'd
Vex'd est un groupe britannique de dubstep.

## Histoire
Le groupe est composé de Jamie Teasdale et Roly Porter. Ils jouent souvent lors des premières soirées DMZ et sont parmi les premiers pionniers du genre,. En 2010, ils comptent deux albums, ainsi que plusieurs EP et singles. L'album Cloud Seed sorti en 2010 est bien accueilli par la presse spécialisée,,,.

## Discographie

### Albums studio
- 2005 : Degenerate
- 2010 : Cloud Seed

### Singles
- 2004 : Function
- 2004 : Lion/Ghost
- 2005 : Pop Pop/Canyon
- 2006 : Gunman/Smart Bomb
- 2008 : Bombardment of Saturn
- 2008 : 3rd Choice